# Leonora Speyer
Lady Leonora Speyer (Washington, 7 novembre 1872 – New York, 10 febbraio 1956) è stata una poetessa e violinista statunitense naturalizzata britannica.

## Biografia
Nata a Washington, Leonora Speyer era figlia del conte Ferdinand von Stosch di Mantze e della scrittrice Julia Schayer. Studiò musica a Bruxelles, Parigi e Lipsia e nella sua carriera da violinista professionista fu condotta da direttori d'orchestra di rilievo come Arthur Nikisch e Anton Seidl.
Fu sposata con Louis Meredith Howland dal 1984 al 1902, quando si risposò con il banchiere Edgar Speyer. La coppia visse a Londra fino al 1915, quando i sentimenti antitedeschi spinsero Sir Edgar ad emigrare con la moglie a New York. Di ritorno negli Stati Uniti, la Speyer cominciò a scrivere poesie. Rinomata poetessa, nel 1927 vinse il premio Pulitzer per la poesia per la sua antologia Fiddler's Farewell. Ebbe quattro figli: dal primo matrimonio ebbe Enid Howland, mentre dal secondo Pamela, Leonora e Vivien Claire Speyer.